# 崎村夏彦
崎村 夏彦（さきむら なつひこ、Nat Sakimura、1965年 - ）は、デジタルアイデンティティ研究者。OpenID Foundation理事長。元Kantara Initiative理事、元野村総合研究所上席研究員。インターネット上のアイデンティティやプライバシー上の課題や標準化に造詣が深く、多数の仕様策定に関わっている他、OpenIDファウンデーション・ジャパン 、Kantara Initiative や Open Identity Exchange などのアイデンティティ関連団体の設立にも寄与している。父は歌人の秋村功（本名、崎村久夫）。

## 経歴
- 1984年 - ケニヤ・St. Mary's School卒業
- 1989年 - 一橋大学経済学部卒業
- 1989年 - 野村総合研究所入社
- 1994年 - カナダ・ウエスタン・オンタリオ大学経済学修士
- 2006年 - アメリカ・XDI.org 副理事長
- 2008年 - OASIS OpenORMS TC共同議長
- 2008年 - アメリカ・OpenID Foundation 副理事長 (兼任)
- 2009年 - アメリカ・Kantara Initiative 理事 (兼任)
- 2011年 - 内閣官房情報連携基盤技術ワーキンググループ 構成員 (兼任) (-2012)[3]
- 2011年 - アメリカ・OpenID Foundation 理事長 (兼任)
- 2011年 - 情報処理学会規格調査会SC 27/WG 5 小委員会(アイデンティティ管理とプライバシー技術)主査 (兼任)[4]
- 2012年 - 経済産業省IT融合フォーラム・パーソナルデータWG 構成員
- 2013年 - Privacy by Design Ambassador
- 2016年 - OpenID Foundation FAPI WG議長
- 2018年 - 総務省プラットフォームサービスに関する研究会 構成員
- 2018年 - IT団体連盟情報銀行推進委員会情報銀行認定分科会長
- 2019年 - MyData Japan 理事長
- 2020年 - 野村総合研究所退所。NATコンサルティング代表。東京デジタルアイディアーズExecutive Partner。日本情報経済社会推進協会客員研究員
- 2020年 - Blockchain Governance Initiative Network (BGIN) IPKM WG 共同議長
- 2020年 - 内閣官房セキュリティアーキテクチャ検討委員会委員
- 2020年 - 公正取引委員会 デジタル市場における競争政策に関する研究会委員
- 2020年 - 内閣官房Trusted Web推進協議会委員
- 2020年 - アクリート特別顧問[5]
- 2021年 - 公正取引委員会デジタルスペシャルアドバイザー[6]

## 著書・論文・標準仕様

### 単著
- "デジタルアイデンティティー 経営者が知らないサイバービジネスの核心"（日経BP, 2021年）
- "無情社会と番号制度～ビクトル・ユーゴー「ああ無情」に見る名寄せの危険性" (技術評論社, 2011年)
- "国民ID制度とトラストフレームワーク～インターネット・アイデンティティとプライバシー保護の観点から" (堀部政男法学研究会, 2010年)
- "情報流出を防止するソフトウェア", 知的資産創造 (野村総合研究所, 2002年)

### 共著
- 松尾真一郎, 楠正憲, 崎村夏彦, 佐古和恵, 佐藤雅史, 林達也, 古川諒, 宮澤慎一 "ブロックチェーン技術の未解決問題"（日経BP, 2018年）
- Nat Sakimura, John Bradley, Naveen Agarwal "Proof Key for Code Exchange by OAuth Public Clients", RFC 7636 （IETF, 2015年）
- Michael B. Jones, John Bradley,Nat Sakimura "JSON Web Token (JWT)", RFC 7519（IETF, 2015年）
- Michael B. Jones, John Bradley,Nat Sakimura "JSON Web Signature (JWS)", RFC 7515（IETF, 2015年）
- Nat Sakimura, John Bradley, Michael B. Jones, et al. "OpenID Connect Core"（OpenID Foundation, 2014年）
- Masakazu Ohashi, Nat Sakimura, Tatsuki Sakushima, and Mayumi Hori  "On the Substantiative Experiment Study of Proxing Assurance between OpenID and SAML: Technical Perspective for Private Information Box Project of Japanese e-Government", CENTRIS 2（Springer, 2010年）
- Eran Hammer, Drummond Reed, Nat Sakimura et al.  "Extensible Resource Descriptor 1.0" (OASIS Open, 2010年)
- 安岡寛道, 安田純子, 崎村夏彦, 他  "2015年のIDビジネス" (東洋経済新報社, 2009年)
- Michael B. Jones, John Bradley, Nat Sakimura, David Recordon "OpenID Provider Authentication Property Extension" (OpenID Foundation, 2008年)
- Drummond Reed, Gabe Wachov, Nat Sakimura et al.  "Extensible Resource Identifier 1.0" (OASIS Open, 2006年)
- 崎村夏彦, 永島淳 "携帯電話を利用した コンテキスト利用サービスの実現に向けて", 技術創発 (野村総合研究所, 2006年)